# Tlaixco
Tlaixco är en ort i Mexiko.   Den ligger i kommunen Zongolica och delstaten Veracruz, i den sydöstra delen av landet, 240 km öster om huvudstaden Mexico City. Tlaixco ligger 1 438 meter över havet och antalet invånare är 418.
Terrängen runt Tlaixco är kuperad åt nordost, men åt sydväst är den bergig. Terrängen runt Tlaixco sluttar österut. Runt Tlaixco är det ganska tätbefolkat, med 155 invånare per kvadratkilometer. Närmaste större samhälle är Ixtac Zoquitlán, 18,8 km norr om Tlaixco. I omgivningarna runt Tlaixco växer i huvudsak städsegrön lövskog.